# Zuckersucht
Unter der Bezeichnung Zuckersucht (englisch sugar addiction) werden Zusammenhänge zwischen regelmäßigem Zuckerkonsum und Anzeichen von Suchtverhalten thematisiert. Die Existenz einer Zuckersucht sowie die Einordnung von Zucker als Droge ist in der Wissenschaft umstritten.

## Wissenschaftliche Forschung
Es existieren derzeit über 160 Studien, die einen Zusammenhang von Zuckerkonsum und Suchterscheinung untersuchen. Diese Studien, die zum großen Teil ihre Ergebnisse aus Laborexperimenten mit Ratten gewonnen haben, stellen unter anderem folgende Anzeichen einer Sucht bei vermehrtem Zuckerkonsum heraus:
- Fressanfälle
- Medikamente, die bei Drogensüchtigen Entzugserscheinungen auslösten, taten dies auch bei vermehrtem Zuckerkonsum

So fand etwa eine Studie von Wissenschaftlern der Universität Princeton um Bart Hoebel 2008 heraus, dass im Laborexperiment Ratten bei regelmäßigem Zuckerkonsum Anzeichen einer Sucht zeigten. Eine Übertragbarkeit der Ergebnisse auf den menschlichen Organismus wird dabei vermutet. Diese These wird außerhalb des wissenschaftlichen Diskurses aufgegriffen.